# Гайдуки
Гайдуки (угор. hajdú, hajdúki, болг. хайдути, укр. гайдамаки, гайдуки, опришки, пол. hajduki, серб. хајдуци, мак. ајдутини, вірм. հայդուկներ, рум. haiduci, тур. haydùti, рос. гайдуки) — збройні повстанці, які боролись проти національного гноблення у Східній Європі та у окремих регіонах Азії (Західна Вірменія): проти австрійського — в Угорщині, Галичині, Закарпатті, Буковині; проти османського панування на Балканському півострові (південні слов'яни, XV—XIX століття) та у Західній Вірменії (вірмени, кінець XIX — початок XX століття, федаїни); проти Речі Посполитої та Російської імперії в Центральній Україні (гайдамаки). 

## Походження назви і спроби його трансформації
Етимологія слова «Гайдук» трактує його походження від угор. hajtó, яке первинно позначало погоничів худоби, з XVI століття угор. hajdú, hajdúk у множині почали використовувати для найменування нерегулярних загонів спочатку угорських вояків, а потім й слов'янських селян, які вели партизанську війну з османами й Габсбургами. Також є припущення, що назва походить з тур. hajdud, яке означало бандитів, а надалі таких, які є відступниками від панівного державного устрою. Османи таким чином підкреслювали незаконний характер цих угорських військових нерегулярних формувань. Таке ще відбулось через те, що османи так хотіли принизити повстанців. Надалі термін використали московити для означення охорони своїх царів — «придворні гайдуки», аби змінити сенс назви задля виключення з ужитку первинного повстанського значення. З тією метою заохочували називати гайдуками воїнів особистої охорони місцевих правителів, аристократів.

## Особливості гайдуцької повстанської діяльності
Перші представники гайдуцького руху нерідко були звичайними розбійниками, які не нехтували збирати здобич і серед своїх громадян. Але надалі більшість тою чи іншою мірою переходила до повстанської діяльності, що й констатували їх співгромадяни, складаючи фольклорні оповідки, пісні, вірші тощо. Гайдуки були повстанцями, які мусили воювати переважно у гірсько-лісистій місцевості, тому мали певні особливості вбрання і уставні правила. Зокрема, наявність у гайдуків мотузки, яку одягали на кшталт краватки, було пов'язане із необхідністю часто лазити по деревах. Щоб рукава одягу не протерлись, вони мали смужки з шкіри. Гайдук не мав права уникати смерті, він мав померти від кулі супротивника і похований без рядна та домовини просто у землі. Він мав переносити і спеку, і дощ, і снігопад тощо. Гайдук не мав права у період своєї активної діяльності мати жодне нерухоме майно, він мав все покласти на вівтар перемоги. Його стихією була ніч, а вдень він мав переховуватися. За його криївку мали слугувати саморобні хатинки з снігу, гроти, печери, каньйони, навіть, темні кутки сараїв тощо. Тільки у період відсутності бойових дій гайдук мав право піти до рідного села, але там він мав створювати загони самооборони, вербувати нових гайдуків на своєму прикладі. Переважна більшість гайдуків походила з селян, які були найбільшою верствою суспільства у цих регіонах. Їх військові акції відбувались зазвичай у весняно-літній період, тоді як восени і взимку вони переховувались у селах в своїх зв'язкових, або у монастирях.

## Гайдуцтво в Угорщині
Вважають, що гайдуки як нерегулярні вояцькі загони з'явилися під час збройного повстання проти Габсбургів 1604 року, яке очолив князь Трасильванії Іштван Бочкай. Князь набирав до свого війська гайдуків, які були до цього кріпаками. Він звільняв їх від панської влади, давав їм землю, гарантував їм право на власність і особисту свободу. Часто серед цих гайдуків зустрічались ті, що були дійсно розбійниками, але людські традиції, фольклорні оповідки, пісні зробили з них надалі героїчних особистостей, яких угорський народ звеличив як англійці Робін Гуда.

## Гайдуки в Болгарії
Найбільший розвиток гайдуцький рух отримав у Болгарії. Практично від початку оволодіння Османською імперією теренів Болгарії (кінець XIV століття) знущання османів над болгарськими селянами були нестерпним. Результатом п'ятсотлітнього османського правління було повне розорення країни, знищення міст та зменшення населення. Це призводило до того, що певна кількість пригноблених втікали до лісів і гір, озброювалися, об'єднувались у загони (чети) і починали збройну боротьбу проти османів. За офіційною болгарською історіографією організований збройний рух опору в болгарських землях проти центральної влади Османської імперії називають гайдуцтвом (болг. хайдутство) і вважають, що відлік початку цього руху слід вести з часів Першого тирновського повстання 1598 року, хоча першим своїм болгари гайдуком вважають Радика Сенко, який жив у XV столітті.
Велику територію Болгарії складали ліси і гори, що надавало природні переваги для ведення партизанської діяльності. У гірських районах гайдуки могли тривалий час ховатися від великих каральних загонів, відповідаючи на це дошкульними атаками із засідок. Таку тактику гайдуки могли застосовувати десятиліттями. Гайдуки були підтримані тими селянами і священиками, які ненавиділи османську владу. Навіть переселення до Болгарії великої кількості етнічних турків не змінило ситуацію. Болгарські гайдуки здобували свої перемоги, паралельно отримуючи все більшу довіру і підтримку населення. Хоча деякі з них вели відверту грабіжницьку діяльність, але було досить таких гайдуків, які боронили своїх співгромадян від османського ярма, віддавали незаможним верствам те, що вони відвоювали у османів. Через це у фольклорі болгар така велика частка народних оповідок, пісень, віршів тощо присвячена саме гайдукам.

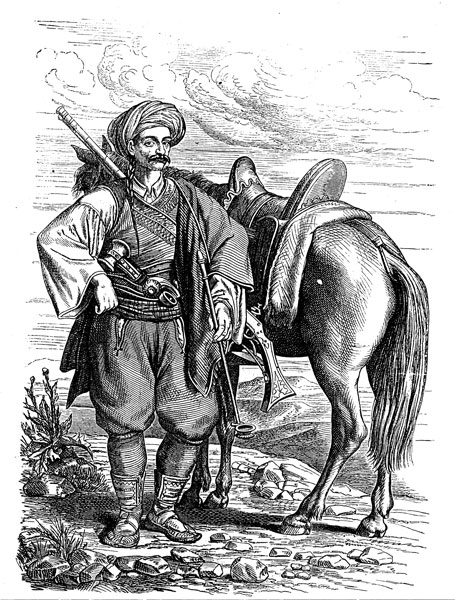
Капітан гайдуків (харамбаша) з Далмації у типовому військовому спорядженні.

## Гайдуцтво на теренах Західних Балкан
Гайдуки Чорногорії, Герцеговини і хорватської Далмації нагадували місцевих корсарів (або ж гусарів) — часто діяли на власний розсуд і формально визнаючи над собою духовну владу церковних очільників, навіть їхнім наказав не корилися. Проте це не заважало османам називати Цетинє — резиденцію чорногорських митрополітів — «гніздом гайдуків».
Вважають, що першим сербським гайдуком був Старіна Новак, який діяв у XVI—XVII століттях. Найбільшого розмаху гайдуцький рух досяг перед Сербською революцією початку XIX століття, коли Сербія частково отримала незалежність у вигляді князівства.

## Визвольний рух в Україні
Гайдуцька діяльність в Україні була направлена проти гноблення народу владою Речі Посполитої, молдовських бояр, австро-угорською адміністрацією, Російською імперією починаючи з XV століття та, місцями, аж до початку XIX ст. Визвольний рух мав різну назву в залежності від регіону — гайдамацький, дейнековський, опришківський.
Детальніші відомості з цієї теми ви можете знайти в статті Гайдамаки.
Детальніші відомості з цієї теми ви можете знайти в статті Гайдамацькі повстання.
Коли панська Польща захопила величезні території Правобережної України, то народні маси, в свідомості яких ще жили традиції козацької волі, не бажали коритися панам (на Лівобережжі — представникам Російської імперії). Все більше і більше селян виступали проти цього, використовуючи, врешті решт, і військові методи боротьби. Гайдамацький рух — це національно-визвольний і суспільно-політичний рух проти народного гніту на правобережній Україні у XVII—XIX ст. Гайдамацькі загони складалися із селян, козаків, наймитів, міщан-ремісників і навіть збіднілих шляхтичів. Окрім боротьби окремих загонів в Україні відбувалися і значні гайдамацькі повстання проти польської навали: Повстання Палія, Коліївщина тощо. Їх очолювали професійні військові з козацької старшини, наприклад, Семен Палій.
Детальніші відомості з цієї теми ви можете знайти в статті Опришки.
Опришки — учасники селянського повстанського руху в Галичині, на Закарпатті, Буковині. Опорним центром опришків були Карпати. У гори тікали розорені, покривджені селяни (наймити, комірники, городники, панські слуги) та бідні міщани, які гуртувалися в опришківські загони (ровти). Вони нападали на панів-землевласників, орендарів, лихварів, корчмарів, грабували та руйнували шляхетські маєтки тощо. Обстрілявши ворога опришки йшли добивати ворога в ближньому бою, улюбленою зброю опришків були дуже гострі топірці (бартки), що були одним із головних символів опришківського руху.
Детальніші відомості з цієї теми ви можете знайти в статті Дейнеки.
Детальніші відомості з цієї теми ви можете знайти в статті Повстання дейнеків 1657—1658.
Дейнеки — одна з назв гайдуцького руху на півночі України (зокрема в Поліссі). Пізніше цю назву використали для означення нововербованих козаків, а також некозацького населення, що воює разом з козацьким військом, але озброєне безладно.
Вже оці дейнеки вимагали повернути так звані козацькі вільності — право вільного варіння горілки, займатися ловом та полюванням, вільно переходити на Запоріжжя тощо.

## Діяльність повстанців в Греції
Клефти (грец. Κλέφτες — «грабіжники») — грецькі селяни, які об'єднувались у невеликі загони і боролися проти османського гноблення. Нападали на османських феодалів і представників адміністрації, а також на грецьких землевласників, які були колаборантами. Саме останні дали таке найменування партизанам. У XVII—XVIII століттях рух клефтів, незважаючи на каральні операції османів, набув значного розмаху, що змусило уряд наприкінці XVII століття легалізувати частину загонів клефтів у так звані арматоли, доручивши їм функції охорони торгових шляхів. У грецькій національно-визвольній революції 1821-29 рр. клефти та арматоли склали основний кістяк повстанських сил.
Детальніші відомості з цієї теми ви можете знайти в статті Клефти.
Детальніші відомості з цієї теми ви можете знайти в статті Грецька революція.

## Визвольний рух у Вірменії
Детальніші відомості з цієї теми ви можете знайти в статті Стан вірмен у Османській імперії.
Османська імперія захопила землі Вірменії у XIII ст., окуповані землі управлялися згідно з ісламськими законами. Такі «невірні», як християни та євреї повинні були платити додаткові податки, щоб задовольняти вимогам свого підлеглого статусу. Вірмени, що проживали на території історичної Вірменії, відчували на собі жорстоке ставлення місцевих пашів і беїв, змушені були платити ще й податки, накладені курдськими племенами, адже починаючи з XVI століття правителі Османської імперії активно заселяли історичні вірменські землі мусульманами-курдами, які були тоді лояльніші османському правлінню і мали менше політичних амбіцій, ніж вірмени. З початком занепаду Османської імперії в XVII столітті ставлення влади до християн взагалі і до вірмен зокрема стало помітно погіршуватися.
Відповіддю на таку османську політику стали рух федаїнів, збройні повстання вірменського населення в Зейтуні (гірської області в Кілікії) влітку 1862 року, у провінції Муш у 1863 році, у місті Ван у 1872 році.

## Гайдуки у Польщі

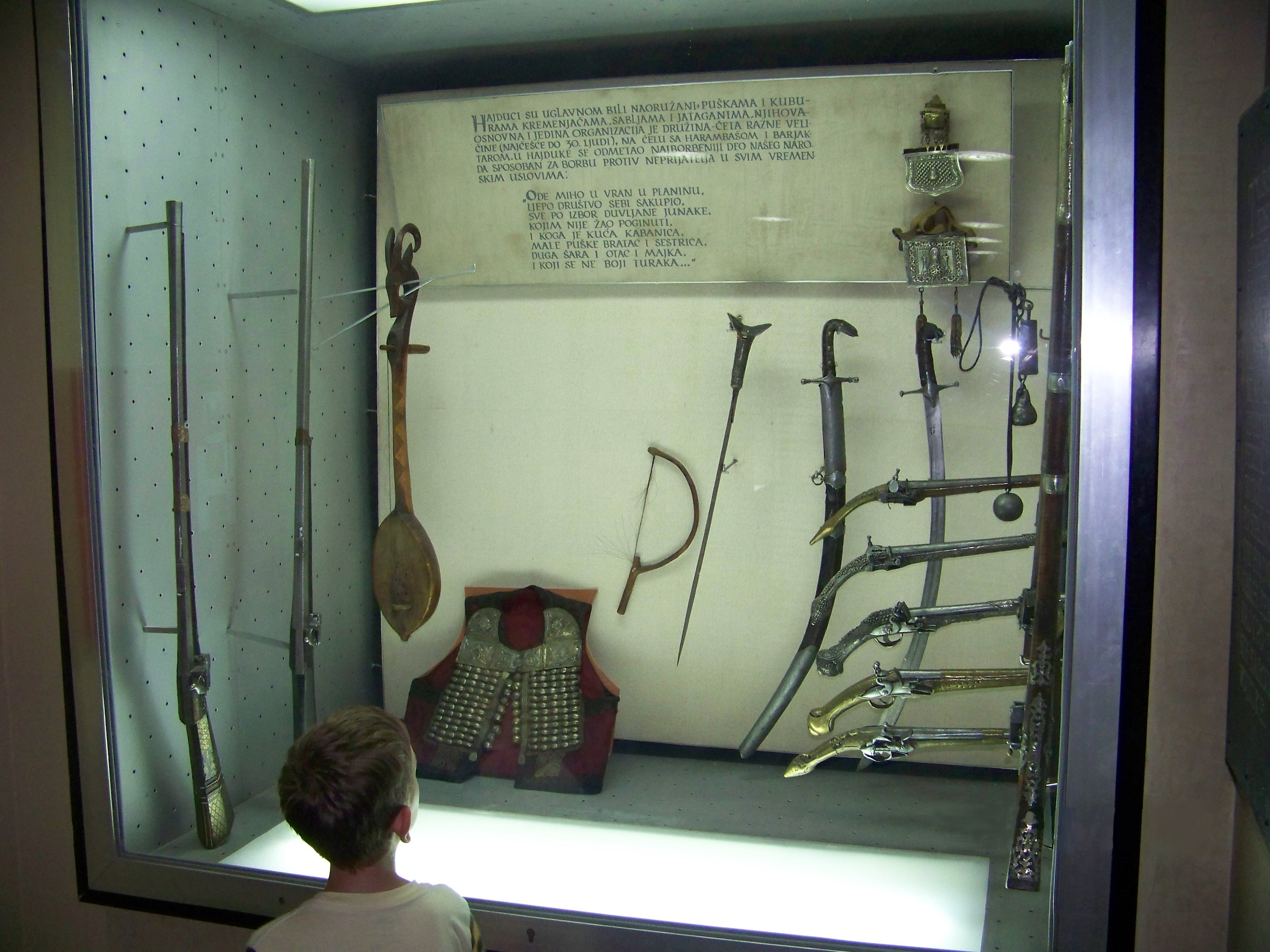
Зброя гайдуків (експозиція Белградського військового музею).

З XVI — до початку XVIII століття у Речі Посполитій як такої повстанської діяльності гайдуків не відбувалось. У війську були створені регулярні загони гайдуків єдиного гайдуцького строю, серед яких було багато угорців, як піхоти східноєвропейського зразку, озброєна вогнепальною зброєю, зазвичай доповненою характерними гайдуцькими сокирками, а іноді — шаблями. Цю піхоту, на думку деяких дослідників, до Речі Посполитій привів Штефан Баторій під час обрання його королем Польським та великим князем Литовським. У Речі Посполитій XVII століття піхота гайдуцького строю розрізнювалась за своїм походженням: «гайдуками» називали польсько-литовську піхоту, натомість власне угорських гайдуків називали «угорцями». Окрім гайдуків, у Речі Посполитій існувала також піхота «німецького строю» та «піхота вибранецька», яку згодом було замінено на «піхоту ланову». Гайдуків в Речі Посполитій в основному використовували як гарнізонні війська. У польових битвах вони були малобоєздатними через відсутність пікінерів та погану військову стройову підготовку, адже гайдуки завжди діяли розсіявшись поодинці, переважно в лісних та гірських умовах. Гайдуки відрізнялись характерною уніформою — довгими, до середини литки, жупанами, схожими на такі у російських стрільців, рейтузами й шапками-магерками з чотирма козирками — два з боків, один спереду й один ззаду. Ці козирки в холодну погоду опускали на вуха, чоло і потилицю.

## Участь гайдуків у військових конфліктах
Гайдуки брали участь у багатьох війнах і повстаннях, зокрема у Першому тирновському повстанні, Першому сербському повстанні 1804—1813 рр., у російсько-турецькій війні 1806—1812 рр., у Другому сербському повстанні 1815—1817 рр. Під час російсько-турецької війни 1877—78 років болгарські гайдуки бились проти османів у Болгарії за визволення Болгарії від османського іга.

## Гайдуцькі особистості
Гайдуки були визначними постатями у своїх країнах. Багато з них були визнані національними героями своїх країн.

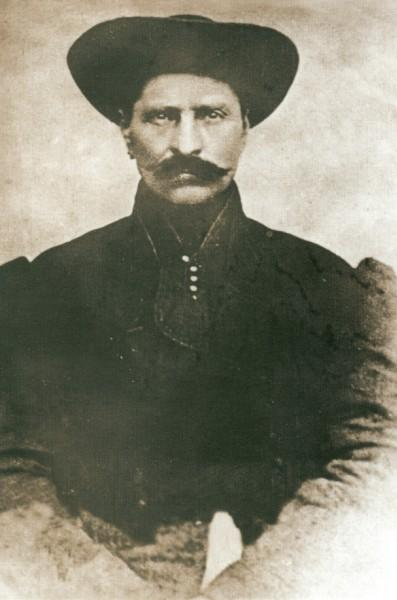
Угорський гайдук Шандор Ружа.

### Угорщина
- Йошка Собрі
- Банді Ангіял
- Шандор Ружа

### Болгарія
- Чавдар Войвода
- Радик Сенко, відомий ще як Радич воєвода,

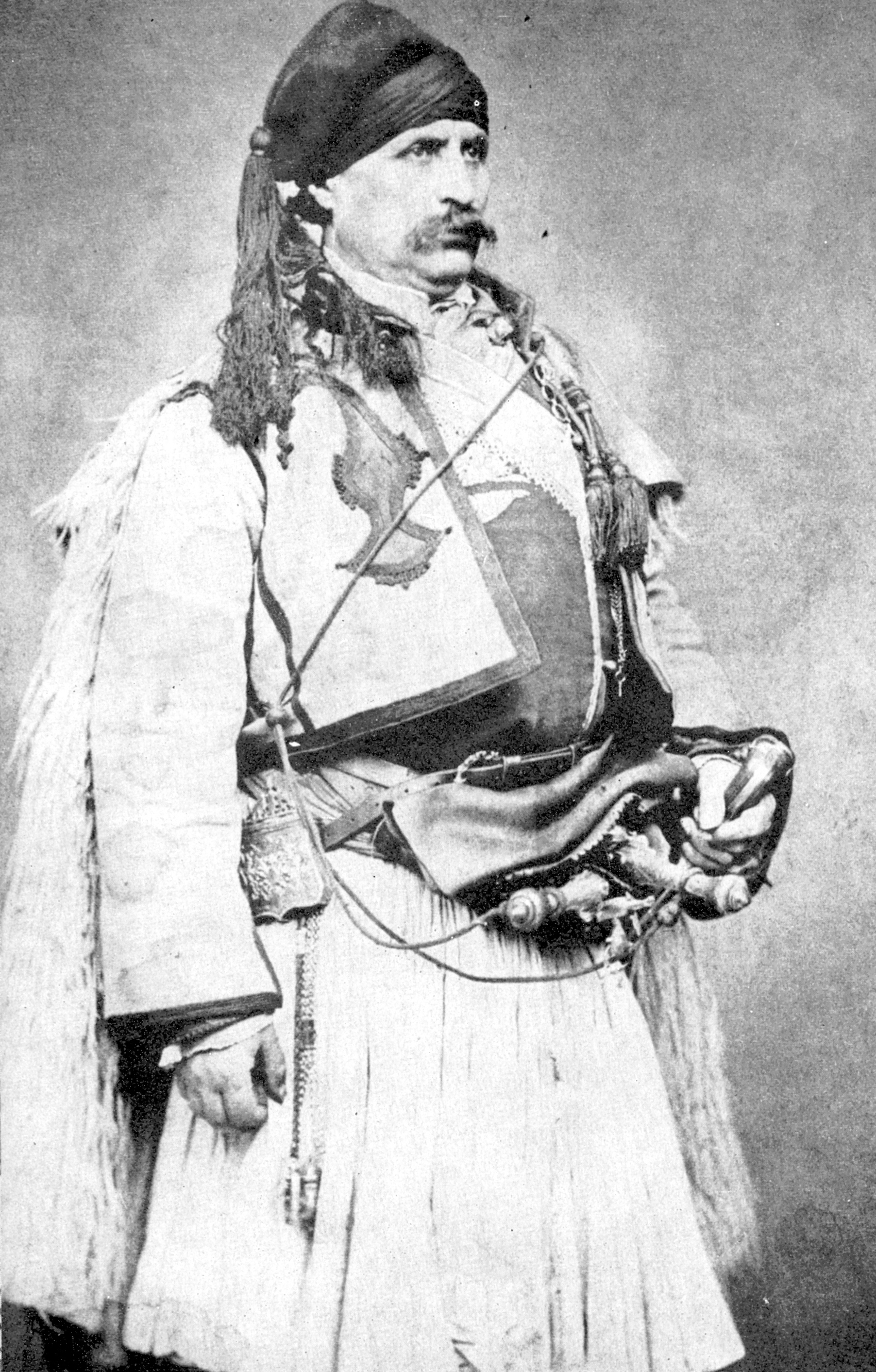
Відомий гайдук Ільо воєвода, прозваний «останнім гайдуком Болгарії». Знімок Анастаса Карастоянова, Белград, 1867

- Карпош,
- Момчил воєвода,
- Хайдут Велко[10],
- Апостол воєвода,
- Дельо воєвода,
- Видул воєвода,
- Дончо Ватах,
- Вилчан воєвода,
- Желю воєвода,
- Бойчо воєвода,
- Пеньо Чернев,
- Злати воєвода,
- Індже воєвода,
- Димитир Каличліята,

- Кара Кольо,
- Ангел Каріотов,
- Орчо воєвода,
- Цеко Петков,
- Петко воєвода,
- Ільо воєвода,
- Георги Симеонов,
- Чакир воєвода,
- Филип Тотю,
- Хаджи Димитир,
- Панайот Хитов,
- Стефан Караджа[11]

### Македонія

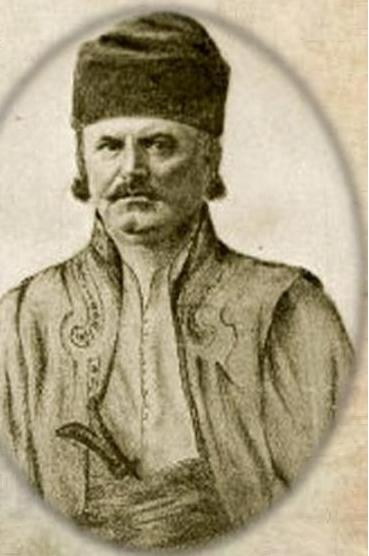
Румунський гайдук Янку Жіану.

- Христо Македонски,
- Виндо Гьошев[12]
- Дончо Златков[13]

### Румунія
- Янку Жіану
- Раду Сапча
- Пинтя Хоробрий[14]
- Сава Темішварец

### Сербія

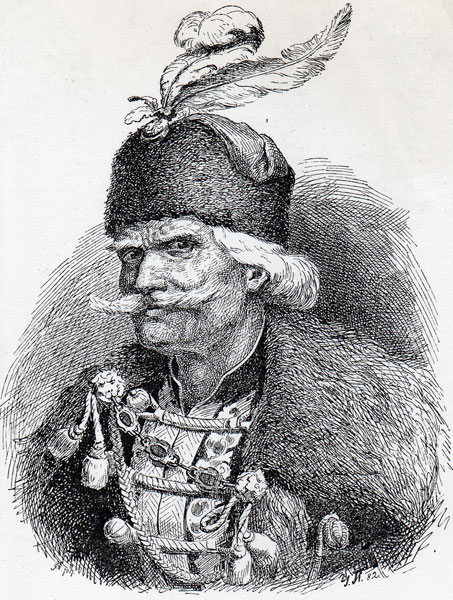
Старіна Новак — національний герой Сербії і Румунії.

- Старина Новак[15]
- Байо Півлянин
- Ілія Пераїца
- Станоє Главаш
- Стоян Чупіч
- Йован Станісавледжевіч
- Янко Мітрович

### Хорватія
- Іво Сенджанін
- Міят Томіч[16]
- Петар Мрконджіч
- Іван Бушич Рожа
- Станіслав Радович Сочівіца

### Чорногорія
- Байо Півлянин
- Нікац Томанович

### Боснія і Герцоговина

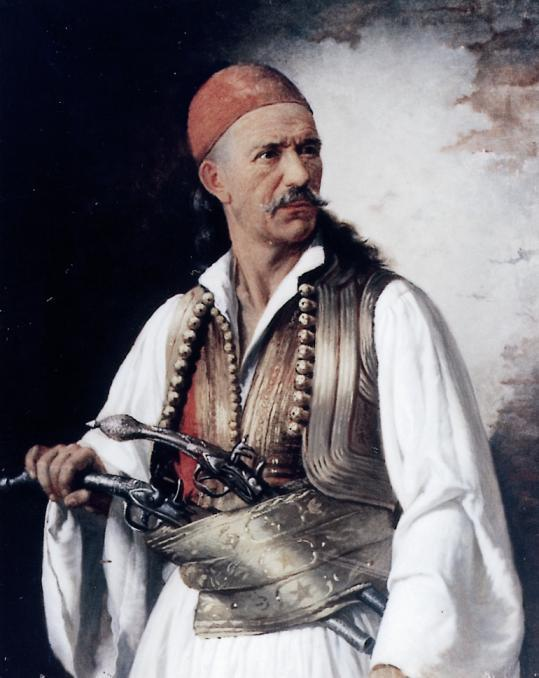
Дімітріос Макріс — один з найвизначніших клефтів.

- Петар Попович[17]
- Андріїца Шиміч
- Грдан

### Греція
- Теодорос Колокотроніс
- Георгіос Караїскакіс
- Маркос Боцаріс
- Дімітріос Макріс
- Афанасіос Діакос
- Нікітарас
- Одіссеас Андруцос
- Антоніс Катцантоніс

### Вірменія (федаїни)

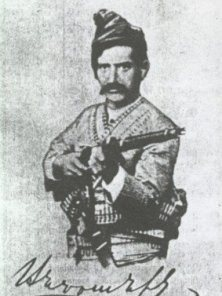
Національний герой Вірменії Андранік Озанян за часів, коли він був федаїном.

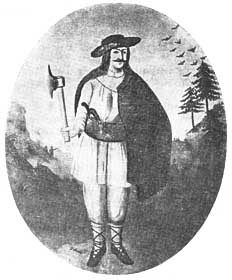
Найвідоміший ватажок опришків у Карпатах Олекса Довбуш.

- Арабо
- Ахпюр Сероб
- Гарегін Нжде
- Ґеворк Чавуш
- Озанян Андранік Торосович

### Україна (гайдамаки, опришки, дейнеки, керівники повстань)
- Олекса Довбуш
- Василь Баюрак
- Іван Бойчук
- Гнат Височан
- Семен Височан
- Мирон Штолюк
- Кузьма Гаркуша
- Іван Борода
- Олекса Письменний
- Михайло Сухий
- Іван Подоляка
- Іван Іскра
- Максим Залізняк
- Іван Гонта
- Устим Кармалюк

Діяння гайдуків були темою народної творчості, й реальні особи часто ставали легендарними персонажами.